# Liste de plantes psychotropes
Cette liste contient les plantes psychotropes pour l'humain. Elle n'est pas exhaustive.

## Plantes psychotropes
Liste non exhaustive

### Angiospermes
- Acorus calamus, Aracaceae
- Anadenanthera peregrina Yopo, Fabaceae
- Anadenanthera peregrina Absinthe (plante), Fabaceae
- Atropa belladonna Belladone, Solanaceae
- Banisteriopsis caapi (cf. Ayahuasca), Malpighiaceae
- Brugmansia sp., Culera bolachero, Solanaceae
- Brunfelsia sp., Solanaceae
- Cannabis sativa ssp. indica Chanvre, Cannabaceae
- Catha edulis khat, Celastraceae
- Cestrum laevigatum, dama de noite, Solanaceae
- Coleus scutellarioides, Plectranthe fausse-scutellaire, el nene, Lamiaceae
- Coryphanta compacta, Bakena, Hikuli, Wichuri, Cactaceae[1]
- Datura sp., Poison de sorcière, Solanaceae
- Dendrobium nobile, Orchidaceae
- Echinopsis lageniformis,
- Erythrina americana, Clorin, chilicote, Fabaceae
- Erythroxylum coca Coca
- Galbulimima belgraveana, Agara, Himantandraceae
- Homalomena, ereriba, Araceae
- Hyoscyamus niger Jusquiame
- Ipomoea purpurea Volubilis, Badho negro, Piule, Convolvulaceae
- Lactuca virosa Laitue vireuse
- Leonotis Leonorus
- Lophophora williamsii Peyotl
- Nymphaea caerulea Lotus bleu d’Égypte
- Mandragora officinarum Mandragore
- Myristica fragrans Muscade
- Oncidium cebolleta, cebolleta,
- Mucuna pruriens, pois mascate, cowhage, Fabaceae
- Papaver somniferum Pavot
- Pachycereus pecten-aboriginum, Cawe, Wichowaka, Cactaceae[1]
- Peucedanum japonicum,
- Phalaris arundinacea, Baldingère ou alpiste faux-roseau
- Pilosella officinarum
- Psychotria viridis (cf. Ayahuasca)
- Salvia Divinorum Sauge des devins
- Sceletium tortuosum
- Scirpus sp., Bakana, , Cyperaceae
- Tabernanthe iboga Iboga (Tabernanthe iboga)
- Tetrapterys mucronata, Caepi-Pinima, Malpighiaceae[1]
- Trichocentrum cebolleta, Cebolleta, Orchidaceae[1]
- Trichocereus macrogonus et Trichocereus peruvianus, Cactaceae
- Trichocereus bridgesii (torche bolivienne)
- Turbina corymbosa Olioliuqui
- Virola sp., epena, nyakwana, Myristicaceae